# Ferdinando Innocenti
Ferdinando Innocenti (Pescia, 1 de septiembre de 1891 – Milán, 23 de septiembre de 1966) fue un empresario e industrial italiano, fundador de la compañía Innocenti y creador de la Lambretta.

## Biografía
Ferdinando Innocenti nació en 1891 en Pescia (Pistoia), aunque al poco tiempo su padre trasladó a la familia a Grosseto donde abrió ferretería. Años después abrieron una segunda tienda y Ferdinando comenzó a trabajar con su padre y hermano al tiempo que asistía a la escuela técnica.

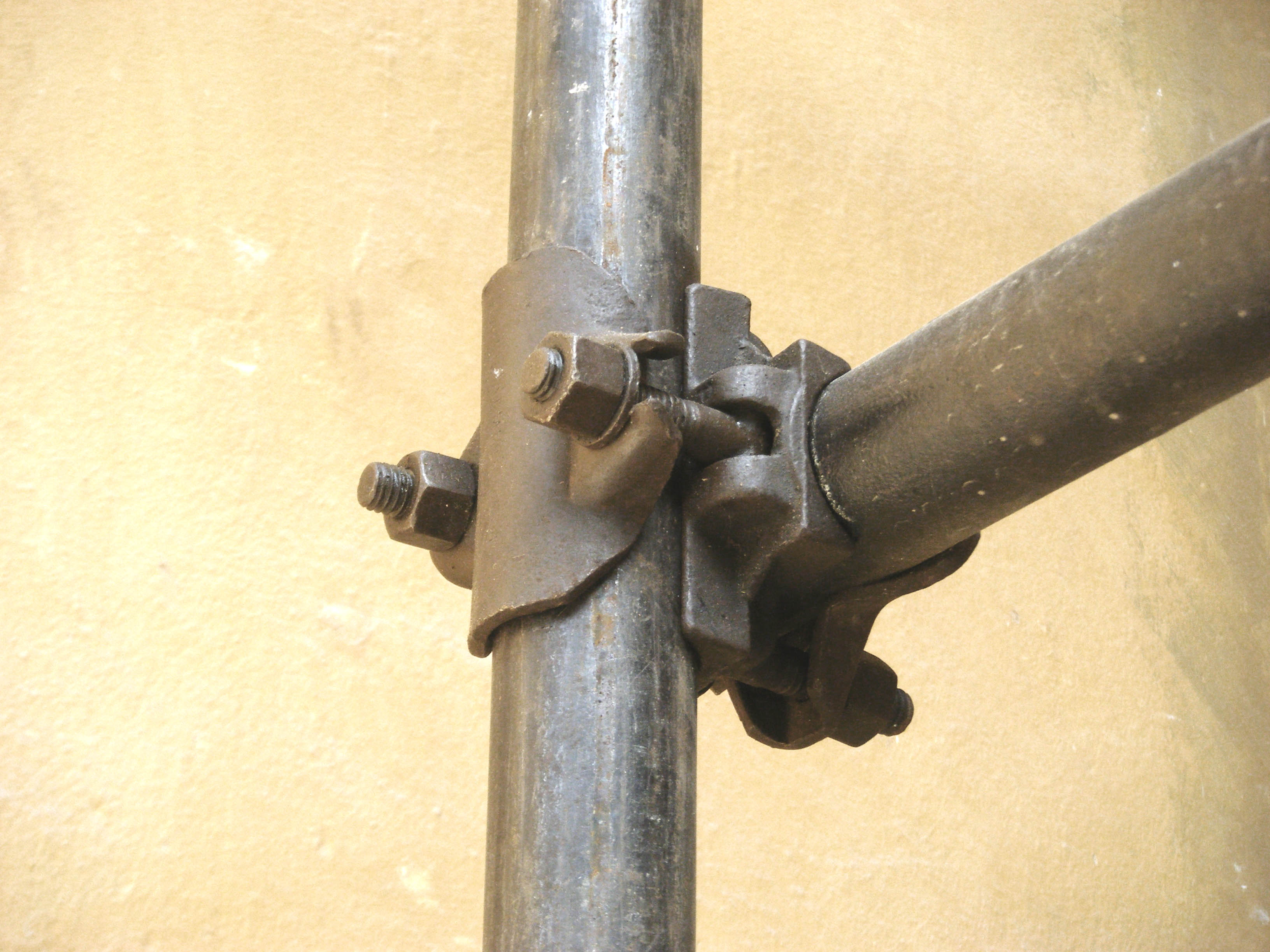
Andamio de Innocenti

A los 18 años Ferdinando tomó las riendas del negocio y en poco tiempo lo expandió. Comenzó a comerciar con hierro recuperado de la chatarra. 
A principios de los 20' Innocenti comenzó a experimentar con las posibles aplicaciones para tubos de hierro, y en 1923 decidió trasladarse a Roma en donde abrió un almacén para la venta de tubos sin soldadura producidos por Dalmine.
En 1926 abrió un taller de mecanizado de tubos, lo que culminaría en una serie de acuerdos comerciales con Dalmine y en el estudio de nuevas aplicaciones para estas piezas de metal.
Gracias a contactos con el Vaticano, Innocenti produjo numerosas obras para el Papa: un sistema de riego por aspersión para los jardines de la villa de Castel Gandolfo (1931) y los jardines del Vaticano (1932) y - en 1934 - una planta de energía térmica y sistemas de protección contra incendios de la Capilla Sixtina. En esa época también ganó un contrato para la expansión de la capacidad de los estadios en para la Copa del Mundo de 1934.
Si bien los años anteriores fueron de gran crecimiento para la economía italiana y en plena dictadura fascista, la crisis de 1929 puso fin a ese apogeo produciendo altos niveles de desempleo y una fuerte caída de la actividad industrial. Fue entonces en 1932 cuando Innocenti decidió trasladarse a Milán donde la recesión no se sentía tanto como en el resto de Italia. Ya en Milán "Fratelli Innocenti" pasó de una veintena en 1929 a un centenar en 1933.
En ese año creó su famoso andamiaje tubular, iguales a los usados hoy en día (ideado para sustituir los viejos andamios de madera que se usaban en ese entonces). Para su producción construyó una fábrica en el distrito de Lambrate donde también se fabricaban plantas de riego móviles y fijas.
En 1934 comenzó a centrar sus actividades en el norte de Italia. La empresa creció exponencialmente gracias a la producción de suministros militares (tubos para estructuras de acero, balas y cuerpos de granadas), que le fueron solicitadas para la invasión de Etiopía (1935) y la intervención en España (1936). En este ínterin se convirtió en el mayor accionista de Dalmine y absorbe el 35% de la producción de esta compañía.
En 1939 Ferdinando fue nombrado Cavaliere del Lavoro. Dos años más tarde tomó la decisión de producir tubos bajo su propio nombre y no con el de Dalmine, para 1942 inauguró una nueva planta en la Toscana, pero meses más tarde esta sería desmontada y llevada a Alemania por los nazis. Por otra parte su planta de Milán fue destruida por los bombardeos de los aliados. Con la caída del fascismo en septiembre de 1943, Innocenti comenzó a colaborar con los aliados, financiando a la resistencia. Recién recuperaría la posesión de sus fábricas una vez terminado el conflicto.

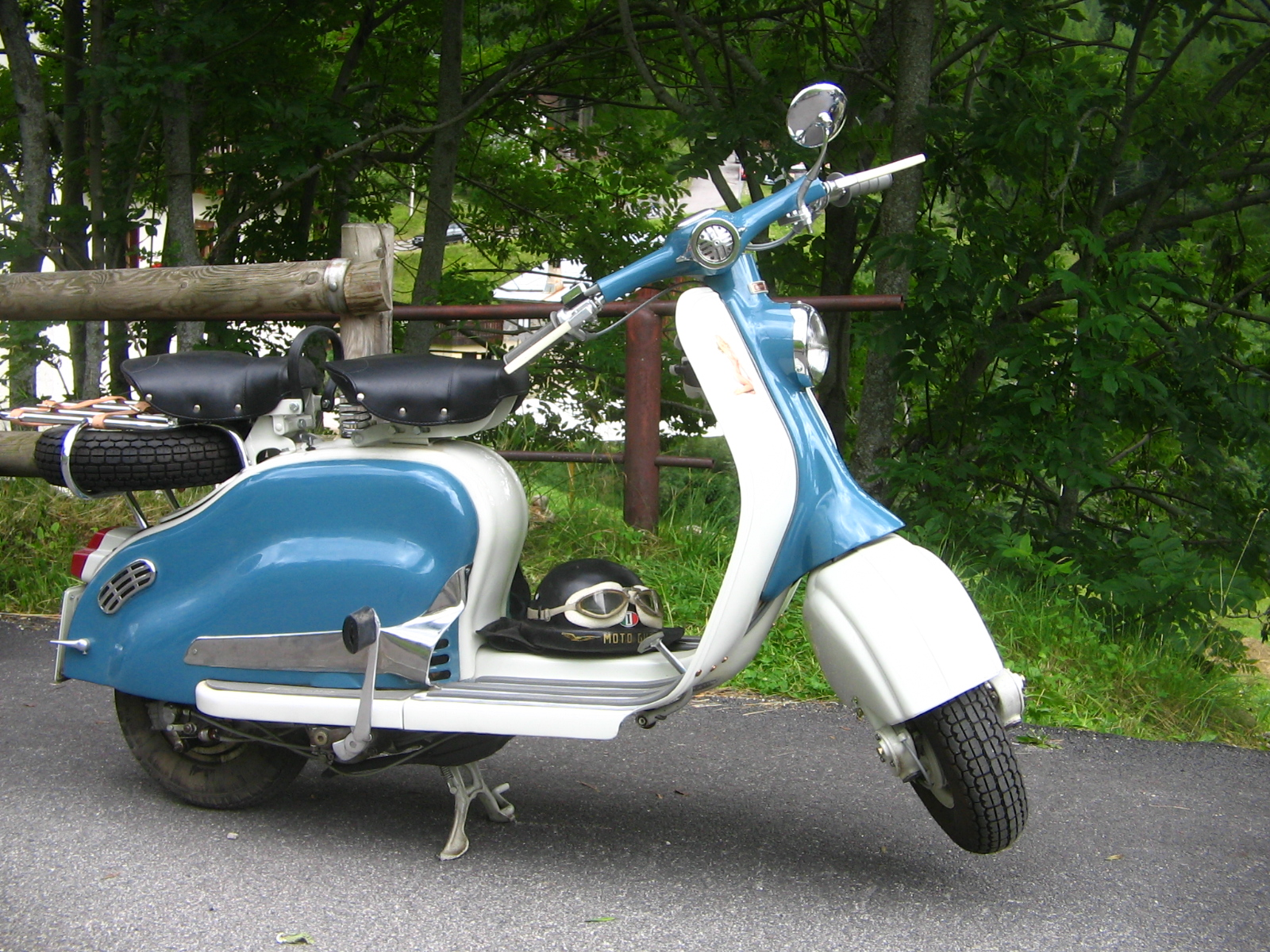
Lambretta

Ya en la posguerra Innocenti decidió diversificar su producción con la ayuda de subsidios estatales para la reconstrucción y en 1946 lanzó al mercado su motoneta Lambretta (adelantándose a la Vespa de Piaggio). Este nuevo medio de transporte fue ideal para los destruidos caminos de Italia y la economía de posguerra. Al año siguiente vende sus acciones de Dalmine.

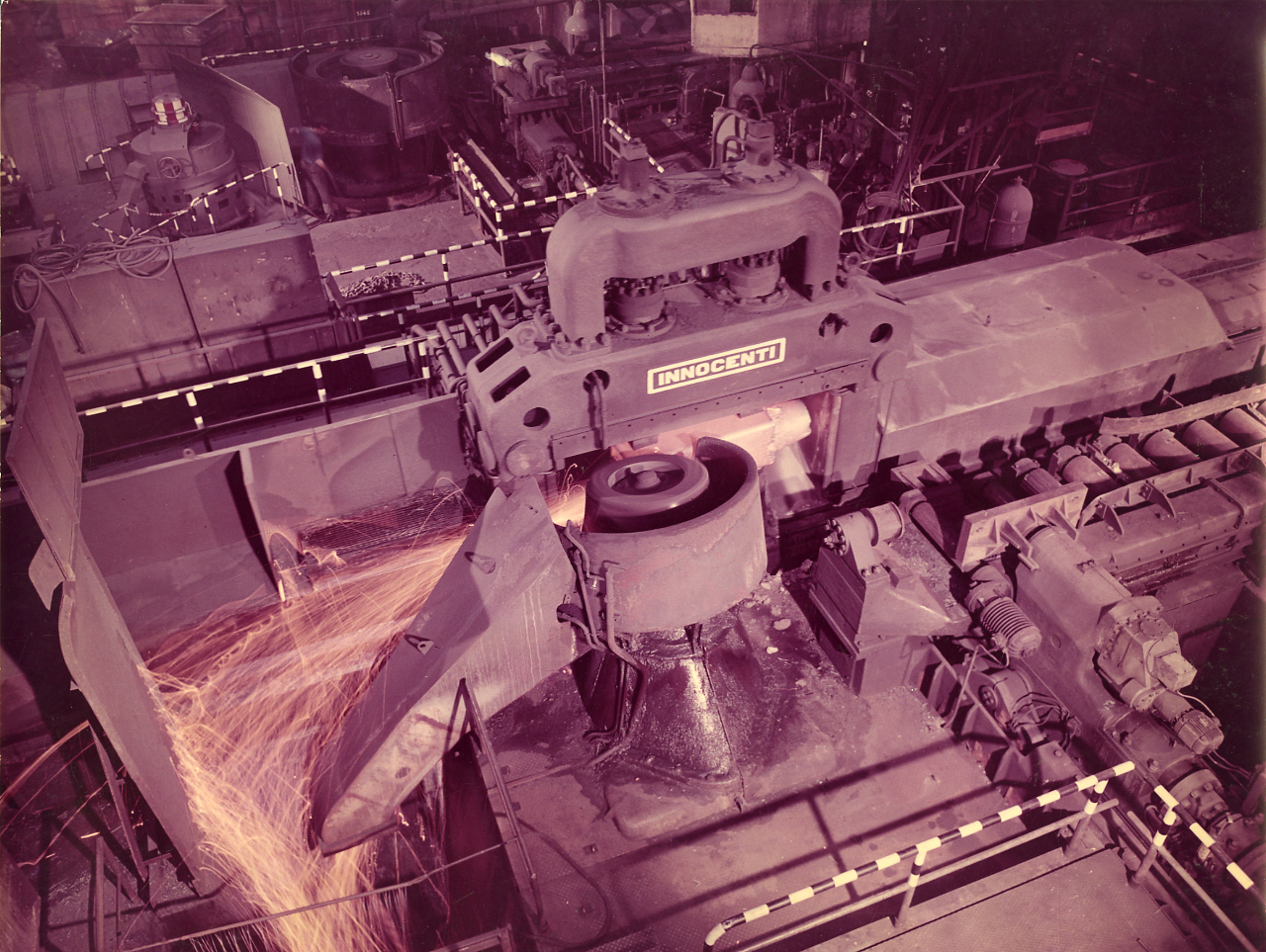
Maquinaria Innocenti, foto de Paolo Monti, 1960

En 1950 Innocenti renuncia a Dalmine y reestructura su fábrica de Lambrate, tres años más tarde recibió un título honorario en ingeniería. El auge económico italiano, permitió pasar de las dos a las cuatro ruedas y en 1960 Innocenti, motivado por su hijo Luigi decide incursionar en la industria automotriz. El primer modelo construido se llamó A40, que no era otro que el Austin A40 británico fabricado bajo licencia.
Poco después en 1965 ve la luz Innocenti 950 Spider con mecánica Austin-Healey Sprite y carrozado por Ghia. También fabricó bajo licencia el Mini. Sus unidades "hechas en Lambrate" estaban mejor acabadas que las británicas, tenían componentes fabricados en Italia y estaban equipados con servofreno estándar.
Ferdinando Innocenti falleció el 21 de junio de 1966 en Varese. Tiempo después en 1971 su hijo vendió su compañía a la BMC.